# Elvis-Presley-Museum (Düsseldorf)
Het Elvis-Presley-Museum was van 2011 tot 2013 een museum in Düsseldorf in de Duitse deelstaat Noordrijn-Westfalen. Het was gewijd aan de filmacteur en rock-'n-rollzanger Elvis Presley (1935-1977). In 2014 was de collectie tijdelijk te zien in een museum in Hannover. 

## Geschiedenis
Het museum werd op 1 december 2011 geopend in de oude binnenstad van Düsseldorf. De stukken werden in de jaren vijftig tot en met zeventig verzameld door Andreas Schröer, Michael Knorr en Oskar Hentschel.
Als gevolg van de verkoop van het pand, werd het museum op 19 augustus 2013 gesloten, drie dagen na de 36-jarige overlijdensdag van Presley. Bij de sluiting werd aangegeven dat er gezocht werd naar een nieuwe museumruimte. Volgens de organisatoren trok het museum in anderhalf jaar tijd 15.000 bezoekers.
Na de sluiting meldden de organisatoren op hun website dat de collectie nog tot eind 2014 getoond werd in een expositie in het Museum des Staatstheaters in Hannover.

## Collectie
De collectie bestaat uit rond 1500 stukken waarvan er 600 werden getoond. Naar eigen opgaaf zou het gaan om de grootste Elvis-collectie buiten de Verenigde Staten.
Tussen de stukken bevinden zich een familiebijbel uit 1870, schoolboeken uit 1953 waarin hij aantekeningen heeft gemaakt, handgeschreven brieven en andere documenten, langspeelplaten waar hij graag naar luisterde, het servies van zijn bruiloft, huwelijksgeschenken, kledingstukken voor privé, podia en films, muziekinstrumenten zoals een Isana-gitaar, een fiets en andere persoonlijke eigendommen.
Het zwaartepunt ligt op de tijd dat Elvis als Amerikaans soldaat in Duitsland doorbracht in Bad Nauheim, Hessen. In een ander Duits museum, het Wetterau-Museum in het Hessische Friedberg, is hier ook een permanente expositie aan gewijd.